# 温哥华中文图书馆
温哥华中文图书馆（英语：Chinese Community Library Services Association，简称 CCLSA）位于加拿大卑诗省温哥华士达孔拿，建立于1972年，是北美的非营利中文社区图书馆之一，所有的图书馆员均为义工。温哥华中文图书馆是加拿大华人社区的资料中心，华人读者的阅读及资讯需要，保存加拿大华人历史纪录，学习和研究，推广中国语文及中华文化，加强中西文化交流和族裔和谐。该馆的经费，主要是来自筹款，捐赠和会员的会费，而政府每年亦有资助部分开支及拓展服务计划的费用。该馆的主要宗旨为服务周边老人文化生活，提供向老人开发的电脑学习课程及借阅图书和报刊杂志。

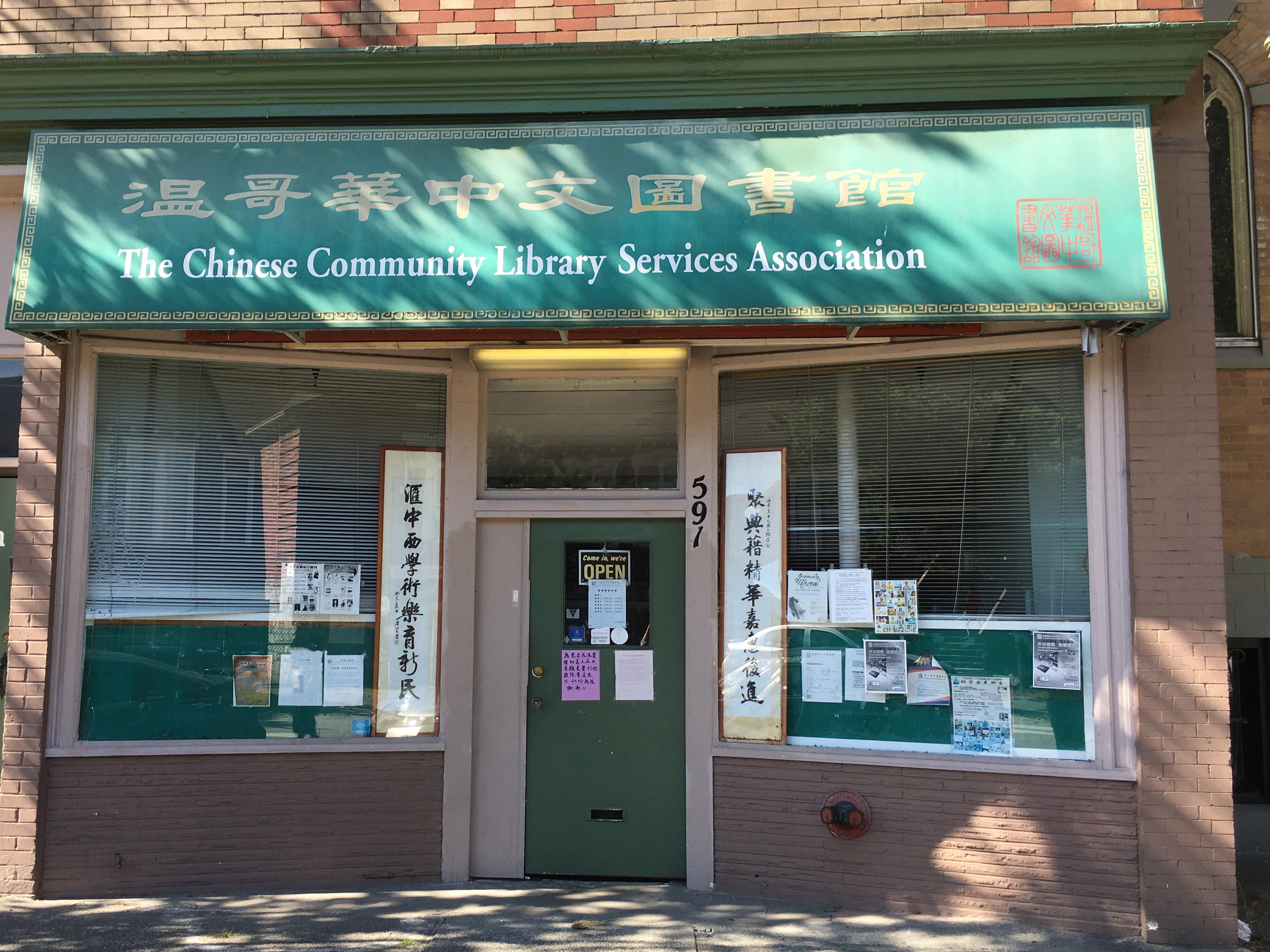
温哥华中文图书馆正门口

## 历史
温哥华中文图书馆始创于1972年，开办时只是一个服务华裔社区士达孔拿区（Strathcona）的小型阅览室（Chinese Reading Room）。经历多年，已经发展成为一间中文社区图书馆（Chinese Community Library）。 为了抗争当地市政对唐人街的改造和重建计划，士达孔拿社区居民自发成立了达孔拿区业主住客协会"SPOTA"（Strathcona Properties and Owners Association）从而争取保留该区， 而中文社区图书馆的成立也是其社区服务的成果之一。 在1972年二月，创办人理事兼馆长郑景元（Allan Cheng）和建筑师（Hayne Wai）在政府资助给士达孔拿社区的整治辅助金的帮助下促成了温哥华中文图书馆服务会的成立。这笔社区整治辅助金的用途是要美化并维护社区环境，而这也同时成为了中文图书馆建设初期的理念。 
图书馆曾两度迁移：1972年原址在學士街（Hawks Street）附近。过了夏天，图书馆得到了Local Initiative Program的资助，办公室搬到了片打东街（East Pender Street）717号, 1979年再度迁移到目前的591号地址。

## 藏书
图书馆现藏中文图书近4万册，内容涵盖各个方面，尤以文学作品著称。本地主要华人报纸，两岸三地中文期刊，还有录音带，录像带，CD以及DVD等声像资料，线装书等。同时设有中国语文学习库和华人历史资料室，大部份的书籍和影音材料，均来自支持者的捐赠。
该馆设立的中文报摘资料库剪辑录入了当地主要华文报章，还包括自1997年以来的华人新闻、社团消息和相关事件等，现有数据42000余条，为了解、回顾和研究本地华社的历史发展。

## 文化活动
受到连年以来地方政府的忽视，当时的士达孔拿社区也急迫地渴望着援助。图书馆的早期目标：
- 免费提供人力资源，帮助社区居民修整家园
- 为社区民众提供图样设计及描绘服务
- 帮助社区居民填表向建筑管理部门提出必要的申请单
- 提供一个阅览室给大家用来阅读中文报纸杂志，小说及中国文学
- 教育及交际方面的需求[5]

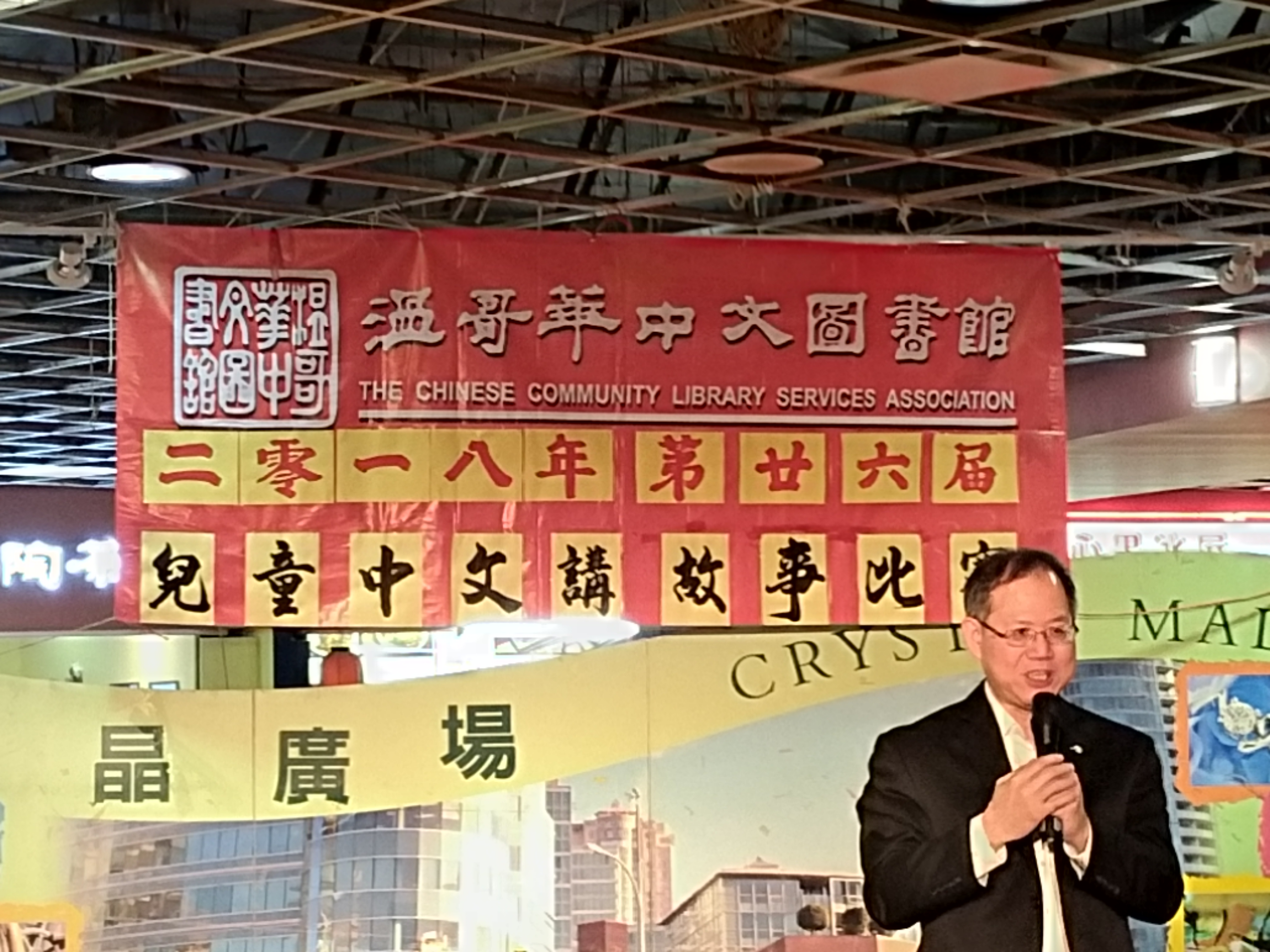
温哥华中文图书馆2018儿童讲故事比赛丽晶广场前BC省议员李灿明演讲

随着时代进展，图书馆的致力目标也渐渐从有形的房屋建设整修移转到无形的文化及育乐服务活动。服务随而增加了下列的内容：
- 图书馆外展服务
- 图书义卖[8]
- 各类为青少年或家庭所举办的活动课程
- 语言教学课程（广东话和普通话）
- 中文教导电脑，手机以及绘画课程
- 儿童讲故事和作文比赛
- 耆英导向的多类型节目以及各种其他的活动[5]

中文图书馆每年举办各种文化活动以推广中华文化，例如每年春天的儿童讲故事比赛，以及冬天的学生中文作文比赛。